# Jorge Durán (Sänger)
Jorge Durán (Alfonso Jesús Durán; * 19. Januar 1924 in San Juan; † 20. August 1989), bekannt als Cajón, war ein argentinischer Tangosänger.

## Leben und Wirken
Durán kam mit seiner Familie 1942 nach Buenos Aires, wo er in Lokalen als Sänger auftrat. Dort entdeckte ihn Jorge Argentino Fernández, mit dessen Orchester er bei Radio Mitre debütierte. Schon kurze Zeit darauf wechselte er zu Buenaventura Luna, mit dessen Tropilla de Huachi Pampa er in Shows auftrat und seine ersten Platten aufnahm (Zamba del gaucho und En las sombras). Mit Emilio Balcarce nahm er die Tangos Mi Buenos Aires querido und Me están sobrando las penas auf.
Carlos Di Sarli wurde auf ihn aufmerksam, hörte ihn in einem Nachtclub singen und engagierte ihn sofort. So kam es, dass er am Folgetag nachmittags mit dem Orchester Balcarces und abends dem Di Sarlis bei Radio Belgrano auftrat. Diese erste Zusammenarbeit mit Di Sarli dauerte zwei Jahre. 1947 wurde Durán im Orchester von Pedro Laurenz, wechselte aber noch im gleichen Jahr zu Horacio Salgán, mit dem er drei Titel aufnahm. Zwischen 1950 und 1953 entstanden drei Aufnahmen mit José Basso, eine weitere 1954 mit dem Orquesta Símbolo Osmar Maderna und nochmals zwei 1955 mit Francisco Rotundo.
Die zweite Zusammenarbeit mit Di Sarli begann 1956 und dauerte bis 1958. In dieser Zeit nahm er 19 Titel auf. Mit seinem Freund Roberto Florio gründete Durán 1959 ein eigenes Orchester, dessen Leitung der Pianist Orlando Trípodi übernahm. 1962 arbeitete er wieder mit Basso zusammen, 1968 mit Armando Pontier. 1970 entstanden Aufnahmen mit Oscar de la Fuente. Zwölf Titel auf einer Kassette mit Begleitung der Gitarristen Juan Carlos Gorrías, Domingo Laine, Rubén Morán und Héctor Estela aus dem Jahr 1971 waren seine letzten Aufnahmen. Durán, der starker Raucher war, starb 1989 an einem Lungenemphysem.